# Bec de la Montau
Bec de la Montau är en bergstopp i Schweiz.   Den ligger i distriktet Conthey och kantonen Valais, i den sydvästra delen av landet, 90 km söder om huvudstaden Bern. Toppen på Bec de la Montau är 2 922 meter över havet, eller 104 meter över den omgivande terrängen. Bredden vid basen är 0,53 km.
Terrängen runt Bec de la Montau är huvudsakligen bergig, men söderut är den kuperad. Närmaste större samhälle är Sion, 11,2 km norr om Bec de la Montau. 
Trakten runt Bec de la Montau består i huvudsak av gräsmarker. Runt Bec de la Montau är det ganska glesbefolkat, med 35 invånare per kvadratkilometer.